# Шанин, Василий Анатольевич
Василий Анатольевич Шанин (28 апреля 1961) — советский и российский футболист, нападающий, полузащитник. Тренер. Мастер спорта по футболу.
Начинал играть в дубле «Кайрата» в 1979—1980 годах. В первенстве СССР выступал за команды второй (1980—1989) и второй низшей (1990—1991) лиг СКИФ Алма-Ата (1980), «Целинник» Целиноград (1980), «Уралец» Уральск (1981), «Жетысу» Талды-Курган (1982—1984), «Спартак» Семипалатинск (1985, 1990—1991), «Восток» Усть-Каменогорск (1987—1989).
Играл в чемпионатах Узбекистана («Нурафшон» Бухара, 1992) и Казахстана («Достык» Алма-Ата, 1993; «Кокше» Кокчетав, 1996).
В первенстве России играл за команды «Торпедо»/«УралАЗ» Миасс (1994—1995) и «Зенит» Челябинск (1997—1998).
Тренер в «Зените» в 1999 году, был главным тренером в «УралАЗе» по ходу сезона-2000. Тренировал любительский клуб «Магнезит» Сатка. Работал тренером в Челябинске, затем в Миассе.